# 芬兰历史
芬兰历史开始于1万多年前人类在现芬兰地域的定居，这种原始公社制度在芬兰一直持续到12世纪。经历了瑞典发动的一系列扩张活动后，芬兰开始被瑞典统治，直到19世纪初。1809年，俄罗斯帝国击败瑞典，芬兰成为沙皇统治下的一个大公国。随着俄国爆发十月革命，芬兰于1917年12月6日宣布独立。1918年的芬兰内战使俄国布尔什维克势力退出芬兰国土。在短暂的王国政体倒台后，芬兰共和国于1919年成立。1939年，苏联发动了苏芬战争，芬兰被迫割地，此后，芬兰在1941年加入德国阵营参加了对俄战争。二战结束后，芬兰成为战败国，主权和外交长期受制于苏联，没有接受美国的马歇尔计划。苏联解体后，芬兰逐渐摆脱了苏联的影响，并于1995年加入欧盟。2023年4月4日，受到烏俄戰爭影響，芬兰正式加入北约。

## 早期
现在的北欧，在13000年前是一片冰川，但随着气温的上升以及冰川的融化，曾被广袤无际的冰川覆盖的大陆开始隆起。

### 中石器時代
公元前9000多年前，来自南部和东部的定居者来到芬兰境内，发展了一种位于沿岸和主要水系的渔猎文化。驼鹿是肉类、骨头、兽筋、兽皮的主要来源；海豹则提供了可供贸易、消费的脂肪、肉和皮；而鱼类（尤其是狗鱼）、鸟类、坚果和浆果则为定居者提供了主要的食物。:2

### 新石器時代
约公元前3300年起，芬兰最西部的地区形成了一种来源于伏尔加河流域的新文化，其制作的陶器具有篦纹特征，且操原始芬兰语，主要定居于芬兰湾南部。随后其中一个群体在不久后便从中脱离，迁移至拉多加湖和奥涅加湖北部，随后形成了萨米语群体。后与古波罗的海人及东日耳曼人的接触使原始芬兰语分化，形成西南芬兰、海梅、萨沃和卡累利阿四个方言集团。:2

### 青銅時代
公元前1500年，北欧青铜时代开始，西部和南部收到中欧和斯堪的纳维亚文化的影响，已经开始出现农业，而东部和北部则仍然以狩猎和渔业为主。:2
芬兰的青铜器时代遗迹很少。

### 鐵器時代（前500-1300）

#### 羅馬時期（1-400）
塔西陀曾提到过北极地区的游牧猎人，将其称作芬尼人:2。

### 瑞典統治（1150-1809）

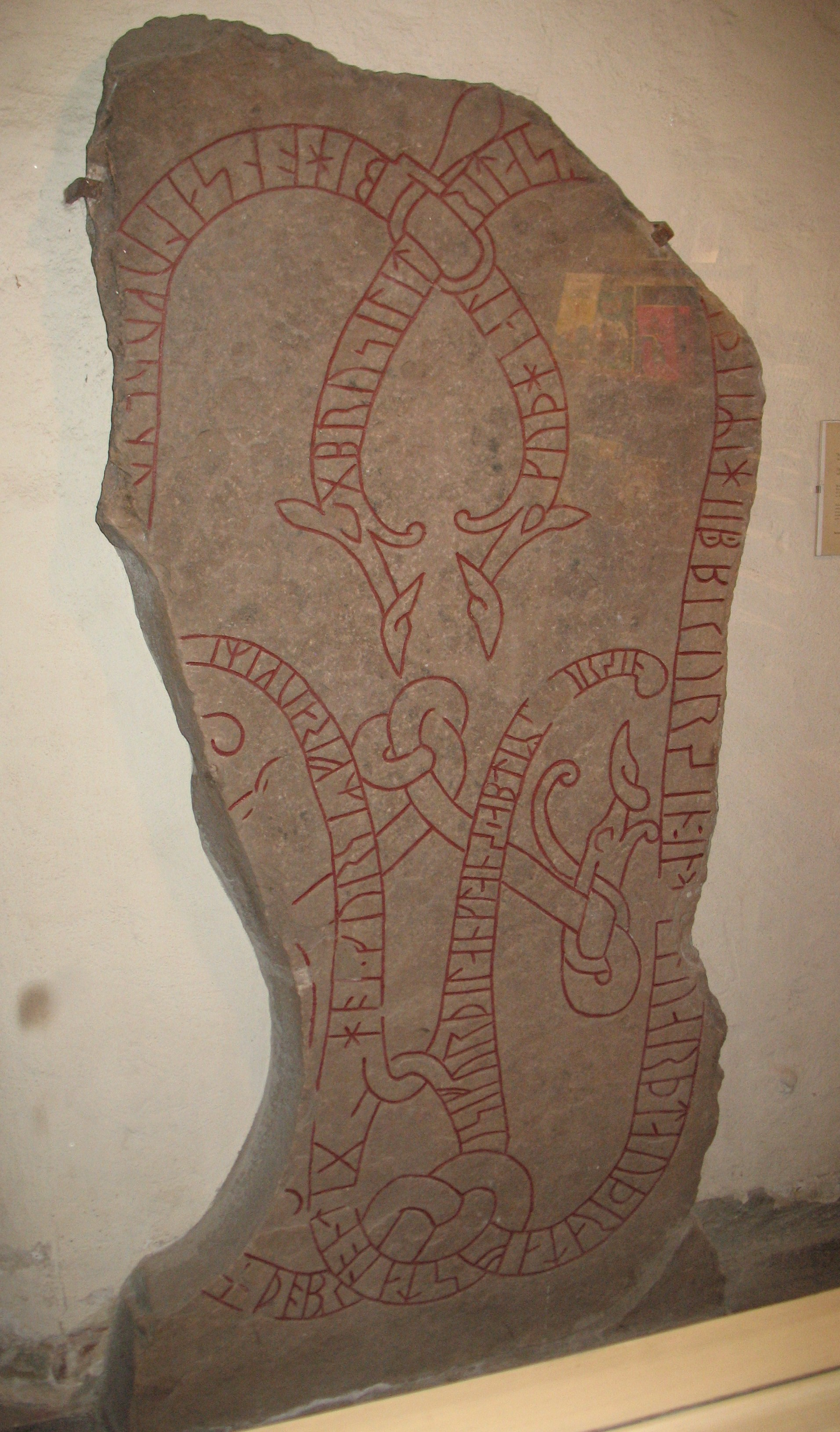
Gs 13符文石刻，記載一位11世紀初的瑞典維京人死於芬蘭，可能是死於戰爭。

芬蘭早在基督教傳入之前就與瑞典有所聯繫。維京人經由貿易和劫掠就已經接觸芬蘭。雖然目前沒有明確的證據證明芬蘭陸地上有維京人的聚落存在過，但在南博滕區的發現曾引起爭議。而在維京時期奧蘭群島可能也有瑞典人的聚落存在，但也有些學者認為這個群島在11世紀時只是一片荒漠，奧蘭群島是在12世紀才又被瑞典人殖民的。
根據這個島上的發現，基督教在11世紀於芬蘭立足。據非常稀少的文件顯示，基督教教會在12世紀仍屬草創階段。中世紀晚期的傳說描述瑞典人於1150年代時嘗試占領芬蘭並使芬蘭人改信基督教。13世紀初葉，湯姆士就任第一任芬蘭主教。當時瑞典、丹麥、諾夫哥羅德共和國，或是條頓騎士團都曾試圖占領芬蘭。芬蘭人雖有自己的領導，但沒有一個共同的領袖。俄羅斯的編年史也記載了自11或12世紀到13世紀初諾夫哥羅德與芬蘭部族間的衝突。
「芬蘭」這個名字源自於芬蘭西南的一個自18世紀以來被稱呼為芬蘭本部的省份。（厄斯特兰，東方之地）才是對這塊瑞典東陲的土地的名字。在大約15世紀左右芬蘭才開始變成的同義詞。
瑞典攝政比爾耶爾伯爵於1249年透過第二次瑞典十字軍占領了芬蘭。這場十字軍是針對海梅人（芬蘭語：hämäläiset）的拒絕繼續改信基督教而發動。諾夫哥羅德控制了說芬蘭語方言的东卡累利阿。瑞典則於1293年在第三次瑞典十字軍控制了西卡累利阿。西卡累利阿此後因此歸於西方文化圈內，而东卡累利阿在文化上則逐漸轉向俄羅斯和東正教。雖然東卡累利阿人在語言和血統上仍與芬蘭人保持緊密聯繫，但他們通常會被當作一個獨立的民族。天主教和東正教世界的界線也隨著1323年的《内特堡和约》而定於芬蘭的東界。
芬蘭在13世紀時融入了中世紀的文化圈。多明我會在1249年傳入芬蘭並造成重大的影響。早在14世紀初，已有文件記載第一批芬蘭的索邦大學學生。在芬蘭西南部，圖爾庫的城市聚落正在發展中。圖爾庫曾是瑞典王國最大的城鎮，其居民包含德裔的商人和手工業者。雖然芬蘭在中世紀的都市化程度非常低。芬蘭南部和波的尼亞灣沿岸只有一些以農維生的教區和領地。芬蘭的其他地區則有以漁獵和小規模農耕維生的薩米人居住。在12和13世紀，大量瑞典人移民至芬蘭南岸和西北岸。在奧蘭群島及奧蘭群島和圖爾庫之間的群島中，瑞典語甚至比今日更加普遍。瑞典語也成為芬蘭其他地區上層階級所使用的語言。
圖爾庫於13世紀就已建立了主教教區。圖爾庫大教堂是聖亨利的崇拜中心，也是當地的文化中心。當時的主教比現今擁有更大宗教上的權威，也常是當地最具權力之人。主教通常是芬蘭人，但城堡里的指揮官通常是瑞典或德國的貴族。1362年，芬蘭的代表獲邀參加瑞典國王的選舉。這個事件常被當作芬蘭融入瑞典王國的表現。做為這個王國斯堪地那維亞的一部分，負擔得起一人一馬裝備的權貴和自耕農組成紳士和貴族階級，集中於芬蘭南部。
位於維堡的堡壘保衛了芬蘭的東境。瑞典和諾夫哥羅德於1323年簽署了《内特堡和约》，但這個條約並未長期遵守。1348年，瑞典國王馬格努斯四世發動一場針對東正教異端的十字軍，最後只使自己失去支持而丟了王位，這場十字軍也失敗以終。瑞典与諾夫哥羅德的爭端是為了控制波的尼亞灣北岸及芬蘭東方萨沃尼亚的荒野。諾夫哥羅德將那裡視為漁獵的基地，且不滿於西邊天主教移民的緩慢滲透。14和15世紀間瑞典和諾夫哥羅德彼此斷斷續續發生了一些衝突，但多數時間保持在一種不穩定的和平狀態。既存的內部的緊張亦然。1380年發生在瑞典的斯堪地那維亞部分的內戰也波及到芬蘭。

## 中期

### 卡爾馬聯盟（1397-1523）
1389年，內戰的勝利者瑪格麗特一世將瑞典、丹麥、挪威三個王國全都納入自己的統治之下，此即卡爾馬聯盟。接下來的130年，瑞典的各個派系試圖打破這個聯盟。芬蘭也捲入了這場紛爭，15世紀似乎是芬兰相對富裕的時期，期間人口增加、經濟也有所發展。到了15世紀末，東部邊境的情勢越來越加緊張。莫斯科大公國占領了諾夫哥羅德，向統一俄羅斯邁進了一步。
1495年到1497年，瑞典和俄羅斯發生了戰爭，維堡的要塞遭到俄羅斯包圍，根據當時的傳說，該城是由神蹟而拯救。

### 瓦薩王朝（1523-1617）

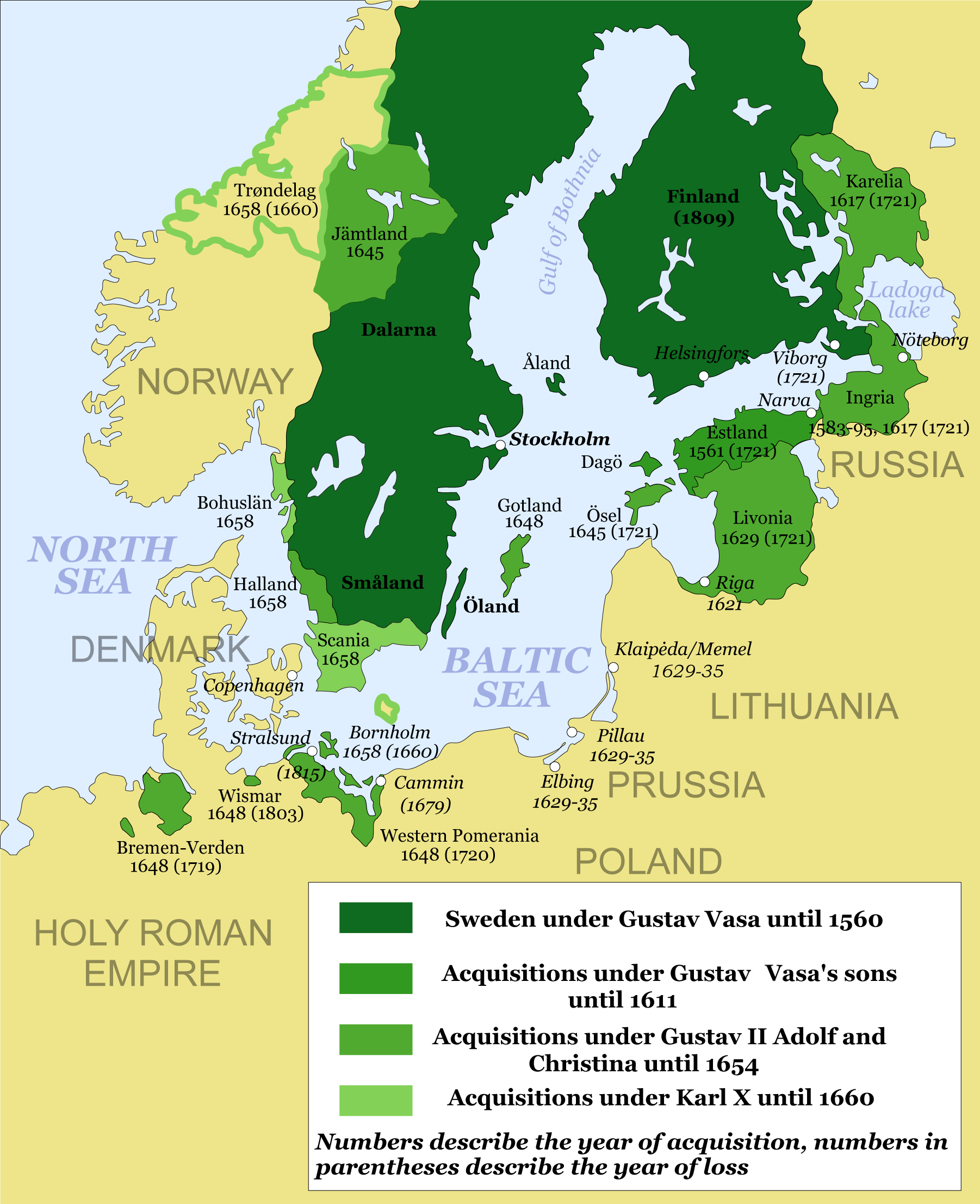
瑞典帝國版圖

1521年，卡爾馬聯盟瓦解，瑞典恢復獨立，古斯塔夫一世就任瑞典國王。
在他主政下，瑞典於1527年接受新教。瑞典的行政體系經歷了一場劇烈的改革，使國家的對地方生活的控制力得以加強，當然也能藉此徵到更多的稅。緊接在宗教改革之後，圖爾庫主教米卡埃尔·阿格里科拉出版了他翻譯的芬蘭語新約。
1550年，古斯塔夫一世建立赫爾辛福（Helsingfors），即後來的赫爾辛基，但兩個世紀以來，它仍只是個漁村。
古斯塔夫一世於1560年死後，他的三個兒子接連繼位。其中埃里克十四世開啟了瑞典的擴張時代，他於1561年將愛沙尼亞的塔林市納入其保護之下。利沃尼亞戰爭（1558年—1583年）之後，瑞典一直處於戰爭或準戰爭狀態達160年之久。在戰爭的第一階段，瑞典與丹麥、波蘭和俄羅斯搶奪對愛沙尼亞和拉脫維亞的控制權。芬蘭人因此飽受戰爭帶來的徵兵、重稅和軍隊的騷擾。這造成芬蘭人於1596年－1597年的起事，這場叛變以血腥的鎮壓結束。1595年和俄羅斯簽署的《特乌西纳和约》使瑞典和俄羅斯的邊界向東及北方移動，大約就是現今芬蘭與俄羅斯的界線。
16世紀的芬蘭歷史中很重要的部分即是農業聚落人口的成長。國王鼓勵農民自萨沃尼亚省遷移至芬蘭中部的廣大荒野。這使得原本居住於此的薩米人被迫離開。而有些荒地則是卡累利阿人的傳統漁獵之地。在1580年代，這導致一場卡累利阿人與芬蘭人間的血腥游擊戰，特別是在博滕省。

### 強權時代（1617-1721）

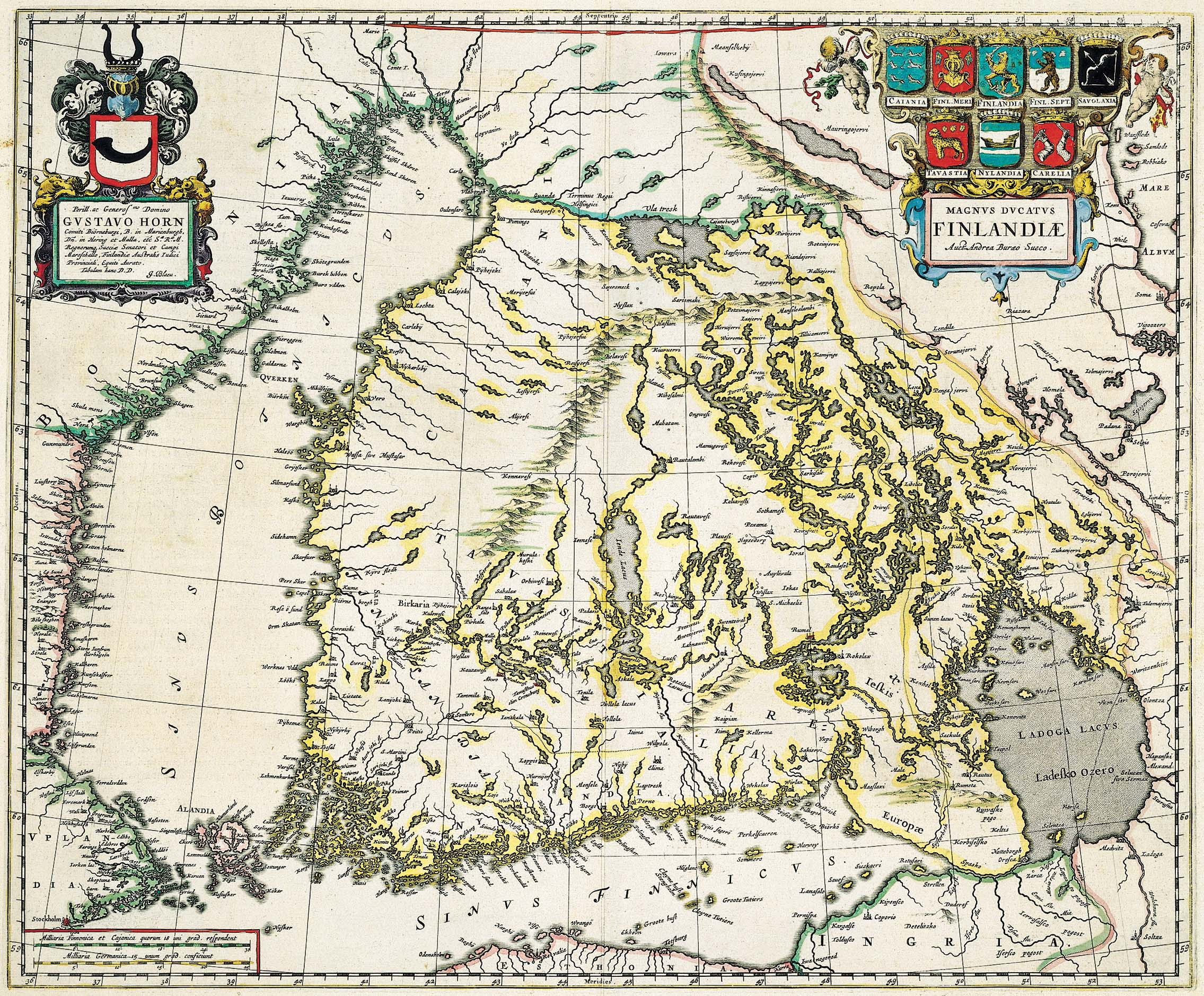
1662年的芬蘭地圖

1611年到1632年間在位的瑞典國王古斯塔夫二世·阿道夫進行了一連串的軍事改革，將瑞典軍隊從原先的農民民兵改造為有效率的戰爭利器，甚至可能是歐洲最好的一支軍隊。他完成了對利沃尼亞的佔領，還得到了俄羅斯在《斯托尔博沃和约》中失去的領土。1630年，瑞典和芬蘭的軍隊開進德意志參加三十年戰爭。芬蘭人組成的芬蘭輕騎兵即以之名著稱。
在1648年《威斯特伐利亞和約》簽訂後，瑞典成為歐洲最強大的國家之一。1637年到1640年和1648年到1654年間，芬蘭總督佩爾·布拉赫伯爵在其任內，推行了一些重要的改革也興建了許多城市。其措施常被認為有益於芬蘭的開發。例如在1640年，芬蘭的第一所大學奧布皇家學院成立於圖爾庫。芬蘭語的聖經全書於也於1642年出版。
但重稅和持續的戰爭及寒冷的氣候（小冰期）使這個時期的芬蘭農民度過了一段黯淡的時光。在1655年到1660年間的第二次北方戰爭中，芬蘭士兵被調往利沃尼亞、波蘭和丹麥作戰。瑞典的政治體制也越加趨向君主專制。
在中部和東部芬蘭，有大量的瀝青出口，歐洲各國都需要這種物質來保養船艦。有種學說認為，出現在瀝青產地博滕省的早期資本主義精神，可能是17世紀末的獵巫風潮發生的原因。人们开始对未来有更多的期望和制订计划，当这些期望和计划没有得到实现时，他们就迅速把矛头指向巫术——路德教会从德国带来的一种思想观念。
瑞典王國於1638年到1655年還握有今日美國的德拉瓦和賓夕凡尼亞地區作為殖民地。其中至少有一半的移民為芬蘭裔。
17世紀的芬蘭受路德教派思想控制。1608年，摩西的律法倍附加於世俗法律上。各領域事物都必須遵守路德宗的信仰，上教會也變成義務性質，宗教罰則也被廣泛運用。這些規定於圖爾庫主教尤漢·特瑟魯斯（Johan Terserus）離職後公布，他所寫的教義問答於1664年被奧布皇家學院的神學家宣布為異端。另一方面，路德教派鼓勵個人研習聖經，使芬蘭第一次嘗試推動普及教育。教會要求每位信徒都應該具備閱讀路德信仰基本文本的能力。雖然這些規定可能會以背下文本達成，但也使閱讀的能力傳達到民眾之中。
發生於1697年到1699年的一場饑荒奪走了芬蘭約30%的人口。

### 自由時代（1721-1809）
芬蘭於北方大戰期間（1700年－1721年）遭到俄國占領，而芬蘭東南部和維堡在《尼斯塔德和約》中割予俄國。當時的國界線就約略等於二次世界大戰後的蘇芬界線。瑞典在戰後失去了歐洲強權的地位，而俄羅斯則稱霸歐洲北方。君主專制就此在瑞典終結，進入瑞典史上的「自由時代」。國家由議會統治，礼帽党和便帽党爭取執政的機會。議會與朝廷雖有密切的關係，但國王對其卻幾乎沒有影響。便帽党主張與俄羅斯維持和平，而礼帽党則主張對俄羅斯採報復政策。
此時的芬蘭人口並不多。根據官方人口統計，18世紀中的芬蘭人口少於47萬（此數據來自路德教派的教會，有少數東正教人口未納入統計。）但人口增加的非常迅速，且在這個世紀內增倍。90%的人口屬於農民，多數為不用交稅的自耕农。社會分為四個等級：農民、神職人員、貴族和城鎮居民。少數族群，多半是木屋居住者，是一無所有也沒有任何政治權力的。五分之四的男性人口擁有完整的立法代表的選舉權，但神職人員、貴族和城鎮居民在議會都有自己的議場，對政治施加影響，並排除平民干涉國家的對外政策。
崛起中的俄羅斯帝國和法國都想爭取瑞典作為他們的從屬國。國會議員和其他有力人士因為收賄的影響而無法為國家做出更為有利的決定。原先的政治體制因而不再清廉可靠。1771年，年輕而有魅力的國王古斯塔夫三世發動了一場政變，廢除議會制度，使國王重掌大權。1788年，他再度對俄國開戰。雖然瑞典贏得了兩場戰役，但這場戰爭除了破壞芬蘭的經濟外，仍一無所得。
古斯塔夫三世的聲望因而下跌。戰爭中有一群軍官發表了著名的Anjala宣言，要求停戰和議會制的恢復。有種有趣的解釋認為這個事件是某些芬蘭軍官嘗試在俄國的幫助下使芬蘭自瑞典獨立的陰謀。在一陣驚嚇後，古斯塔夫三世擊垮了反對派。1789年，新頒定的憲法進一步加強了國王的權力，也提高了農民的地位。然而這場戰爭仍必須結束，瑞典人這時開始把他們的國王視為暴君。
18世紀末期也是芬蘭改變的年代。1750年代後，芬蘭開始種植馬鈴薯。各種新科技也漸漸出現。僅在熱氣球發明一年後，芬蘭（同時也是全瑞典王國）第一顆熱氣球於1784年製造於奧盧。商貿繁榮，農民也變得富裕而有自覺。啟蒙運動帶動了一系列關於政治、宗教和倫理的議題的討論，這突顯了一個問題：絕大多數芬蘭人說的是芬蘭語，但舉凡報紙、文藝作品乃至於政治傳單卻都是以瑞典語或法語寫作。
芬蘭東南部與維堡為俄國所占，對芬蘭人來說是難忘且刺心的事實。在圖爾庫大學的學者和知識份子間產生芬蘭人的民族認同，以代表東部已不屬於瑞典的土地。俄羅斯帝國首都聖彼得堡對芬蘭南部的影響超越瑞典王國的影響。在這新邊界上的接觸傳達了俄羅斯治下受教育者和商人的最深的恐懼。在這個世紀，講瑞典語且受教育的階級，如官員、神職人員、公務員等在心理上也準備好向俄國效忠了。
古斯塔夫三世於1792年遭到暗殺，其子古斯塔夫四世·阿道夫在擔任一陣子攝政後繼位。這位新國王並不特別有才幹，至少他無能引領國家安然度過法國大革命和拿破崙戰爭的浪潮。
此時，在1721年和1743年的和約之後歸屬於俄國的芬蘭（不包括英格里亞地區），即所謂的老芬蘭地區起初使用的是瑞典的法律（這在18世紀的俄國並不常見）。但俄羅斯統治者逐漸承認他們非芬蘭裔親信在芬蘭「擁有」的土地，而忽視了傳統的土地所有權和老芬蘭農民的自由法律；加上貴族鞭笞農民的情形時有耳聞，最終使芬蘭陷入經濟和士氣的低潮。1797年，芬蘭人被迫加入帝俄軍隊時情勢又加劇。军事設施的建造使數千名非芬蘭人湧入芬蘭。1812年，在俄羅斯占領芬蘭後，「老芬蘭」重新加入這個國家剩餘的部分，但土地問題仍持續存在，直到1870年代。

## 晚期

### 芬蘭大公國
在瑞典與俄國間的芬蘭戰爭期間，芬蘭為沙皇亞歷山大一世的軍隊所占領。被占領的芬蘭的四個階級於1809年3月29日召開了波爾沃國會，該會宣告對亞歷山大一世的效忠。接下來的瑞典的反擊和《弗雷德里克港和约》的簽訂。芬蘭從此保持一個在俄羅斯帝國中的自治大公國的地位，直到1917年。雖然在俄羅斯統治下各個時期的芬蘭自治程度是不同的。審查制度和政治迫害依然存在，尤其是俄羅斯統治的最後二十年間。由於瑞典的法律（包括古斯塔夫三世於1772年頒布的憲法）仍保持下來，不同俄國平民，芬蘭的平民仍保持相對的自由。過去的四議院會議再度召開，持續的補充關於內政的法律。19世紀的芬蘭經濟逐漸由原先的林業轉變為工業，礦業和機械工業為今日芬蘭的繁榮奠定基礎。但直到第二次世界大戰後，芬蘭的農業人口仍保持相對多數。

### 民族主義
自從芬蘭於16、17世紀被併入瑞典王國以來，瑞典語就成為芬蘭在行政和教育上的主流語言。在那之前，除了芬蘭語之外，德語、瑞典語、拉丁語都是芬蘭的重要語言。芬蘭語於19世紀民族主義的浪潮才重回它的優勢地位，俄國統治者也致力於將芬蘭人自瑞典分離出來，以確保其忠誠。
1835年，芬蘭民族史詩《卡勒瓦拉》出版，這是一部卡累利阿人（信奉東正教的波罗的芬兰人，居住於拉多加湖周邊，現今芬蘭東部和俄羅斯西北部一帶）傳統神話和傳說的選集，這部作品激起了後來使芬蘭自俄國獨立的民族情緒。芬蘭民族意識的覺醒是因為說瑞典語的上層階級刻意的發揚芬蘭文化和語言以做為國族建構的手段，也就是塑造出一種包括位居統治者的菁英和被統治的平民在內的所有芬蘭人的認同感。
1863年，芬蘭語被允許在行政中使用。1892年芬蘭語更獲得了與瑞典語相等的官方語言地位。在這個世代芬蘭語在政府和社會上取得了明確的主宰地位。

### 俄羅斯化
芬兰俄罗斯化（1899至1905年和1908至1917年）是俄国沙皇制订的政策，用来限制芬兰大公国的特殊地位，以及把它从政治上、军事上和文化上全部整合至俄罗斯帝国。芬兰人强烈反对此政策，并用消极抵抗和日益增长的芬兰民族文化认同来反击。第一条具体的政策是“1899年的二月宣言”，当中规定帝国政府有权不经芬兰本地立法机关的同意下直接统治芬兰。第二条政策是“1900年的语言宣言”，其中规定俄语为芬兰的行政管理语言。第三条政策是1901年的兵役法，其将芬兰军队融合至帝国军队中，并将士兵调到俄国的训练营地去。

#### 民主化
因為俄國1905年革命和相應的1905年芬蘭大罷工，原先的四議院會議於1906年被單院制的芬蘭議會取代。這是欧洲史上第一次有普遍投票權和被選舉權的選舉，也是欧洲史上婦女第一次獲得完整的被選舉權。需有地產或世襲頭銜的門檻也被廢除。但在地方選舉則不然，如在市镇的選舉，選票的數量取決於納稅額。因此富有的人可能投很多张票，窮人可能連一票都不能投。市镇層級的選舉制度於1917年左翼在議會獲得多數時改為“普選”。

## 近代
俄國的二月革命之后，芬蘭成立了一個新的參議院（实为行使政府及法院功能）及聯合內閣，其權力結構與芬蘭議會相同。在1916年的普選中，芬蘭社會民主黨取得微弱多數，其黨員奥斯卡里·托科伊出任總理。新的參議院希望與俄國臨時政府取得合作，但最後沒有達成任何協議。芬蘭認為其與俄國的聯合在沙皇退位後即告結束，雖然芬蘭人在事實上認為臨時政府是沙皇的繼承者，也接受了臨時政府任命新總督和參議院的權限。芬蘭人認為沙皇的權力移轉給芬蘭的國會，但臨時政府拒絕這個看法，認為這個問題應留予俄國立憲會議解決。此時芬蘭社會民主黨黨人似乎認為俄國的資產階級是芬蘭獨立和無產階級獲得正義之路的阻礙。參議院中的非社民黨議員反對社民黨的議會制計劃（即權力法案），他們認為這個計劃影響甚大且太過激烈。這個法案限制俄國插手芬蘭的內部事務，卻又保留了俄國在國防和外交事項的干涉權。即便如此，這對俄國的臨時政府來說仍太激進。當芬蘭的議會被認為逾越了它的權限時，議會就被解散了。
而議會和參議院的少數黨卻同意此事。他們認為新的選舉能給他們一個取得多數的機會，而更容易與俄羅斯達成諒解。非社會主義政黨也更傾向與臨時政府合作，因為他們害怕社民黨人得勢，和其激進的改革主張，像票票等值的市層級選舉和土地改革。在這些議題上他們都與社民黨唱反調。社民黨人則不認為臨時政府有權解散議會。
社會民主黨以權力法案反對議會的解散，而非社民黨則投票支持宣布解散議會。對於權力法案的爭執使社民黨離開了參議院。當過了暑期的休會期間後，支持權力法案的團體仍聚集起來召開議會。而俄國的軍隊則進入議場強迫議會解散，並舉行新的選舉。選舉結果是出現一個非社會黨派多數的議會，和非社會黨派佔絕對多數的參議院。權力法案遭到壓制，而非社會黨派和俄國的合作刺激了社會黨人，他們開始訴諸一些包括暗殺在內的恐怖活動。

### 獨立
1917年的俄国十月革命把芬兰的政治形势完全颠倒。此时由非社会党占多数的议会希望完全的独立，而社会党人则慢慢认为苏联是跟踪的榜样。在1917年11月15日布尔什维克宣告了俄国内各民族有民族自决得普遍权利，包括完全独立的权利。在当天芬兰议会发表了由其临时接管芬兰最高权力的宣言。
出於對俄羅斯的事態發展的顧慮，非社會黨的參議院提議議會宣布芬蘭獨立。接著獨立案於1917年12月6日在議會通過。同月18日，俄國的蘇維埃政府頒布命令，宣布承認芬蘭的獨立，並在同月22日獲蘇維埃政府的最高立法機關全俄罗斯中央执行委员会同意。德國和斯堪的纳维亚國家也緊接著承認芬蘭的獨立。
1918年的一月到五月，芬蘭陷入了一場內戰。參戰的一方是反社會主義的白公民衛隊。另一方則是主要由工人和佃農組成的紅衛隊，他們後來宣布建立芬蘭社會主義工人共和國。紅衛隊的挫敗則使德國的目的達成。鄰近的瑞典也在以自己的腳步實行民主化。即便瑞典不情不願的介入這場內戰，內戰雙方仍針鋒相對。

### 戰間期
內戰後，國會中的社會民主黨人被清除。獨立宣言雖表明芬蘭是一個共和國，但多數議員仍支持建立芬蘭王國。來自德國黑森的弗里德里希·卡爾·路德維希·康斯坦丁王公被選為芬蘭國王，是為卡尔一世，世人又称其为韦伊諾一世。然而，隨著德國戰敗，這個計畫被放棄了，於是芬蘭又重新成為一個共和國，卡洛·尤霍·斯托尔贝里於1919年當選為共和國首任总统。
新共和國立刻得面對奧蘭群島問題，該群島多數居民說瑞典語，且希望回歸瑞典；芬蘭不想讓出該群島，僅同意給予自治地位。但奧蘭群島的居民並不滿意，而將此爭議提交國際聯盟處理。國際聯盟最後決定奧蘭群島仍歸芬蘭所有，但需成為自治省。因此，芬蘭必須保障奧蘭群島居民使用瑞典語的權利，與保留他們的文化傳統。此外，另一個國際條約規定奧蘭群島必須保持中立，不得設置任何軍事設施或軍隊。
內戰後發生的許多事件都和芬蘇邊界有關，例如奥努斯远征和豬肉嘩變事件等。芬蘭和蘇聯的關係在1920年簽訂《塔爾圖條約》後有所改善。該條約中，芬蘭獲得佩琴加地區（芬兰语称之为佩察莫），並放棄對東卡累利阿的主權主張。
芬蘭於1919年6月1日通過禁酒令，該禁令持續到1932年。不可否認的是，這對芬蘭人的飲酒習慣和犯罪率有不良影響。
在內戰中滋長的民族主義情緒於1929年發展為一個名為拉普阿的原初法西斯運動。剛開始這個運動獲得了許多反共產黨的芬蘭人的支持，但1932年一場失敗的政變使該運動被禁，其領袖則入獄。
在1930年代蘇聯對芬蘭採取較敵對的態度。蘇聯開始限制芬蘭商船在拉多加湖到芬蘭灣間的活動，並於1937年徹底禁止芬蘭商船進入。

### 第二次世界大戰

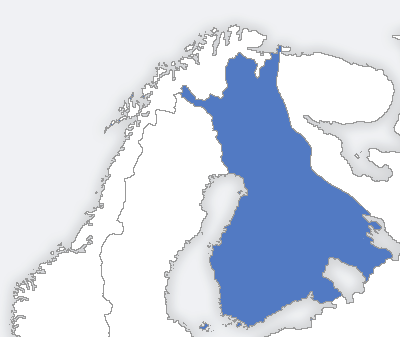
芬蘭領土於1942年的最大範圍

在第二次世界大戰期間，芬蘭與蘇聯進行了兩次戰爭：1939年到1940年的冬季戰爭，以及1941年到1944年的繼續戰爭。繼續戰爭之後緊接著是對抗納粹德國的拉普蘭戰爭（1944年－1945年）。
在1939年8月簽訂的《蘇德互不侵犯條約》中，芬蘭和波羅的海三小國被劃為蘇聯的勢力範圍。在完成對波蘭的侵略後，蘇聯對波羅的海三小國發出最後通牒，要求交出其軍事基地。波羅的海三小國只好同意，於是他們於1940年的夏天失去了獨立。1939年10月，蘇聯對芬蘭與做出了相同的要求，但芬蘭拒絕了。蘇聯於是於同年10月30號進攻芬蘭。蘇聯在人數、機械等上都占絕對優勢，蘇聯領導人原本預估只需幾星期就可占領芬蘭，但芬蘭支持了三個半月之久。冬季戰爭於1940年3月13日以《莫斯科和平協定》的簽訂結束，芬蘭割讓卡累利阿地峽予蘇聯。蘇聯因這次的行為而退出國際聯盟。
冬季戰爭之後芬蘭軍隊極需恢復。就在合約簽訂後，芬蘭就聯繫英國，希望獲得軍事聯盟或援助。但英國對此並無興趣，此事也就沒有下文。到了1940年秋天，納粹德國提出若芬蘭可借道與德軍佔領挪威，就賣給芬蘭一些武器的提議，芬蘭答應了。1940年11月，德蘇雙方於柏林召開會議，會中蘇聯外長莫洛托夫詢問若蘇聯再次攻擊芬蘭，德國的反應不同於往年，德國表示反對蘇聯入侵芬蘭。納粹德國於1940年12月再度重申與芬蘭的軍事合作關係。

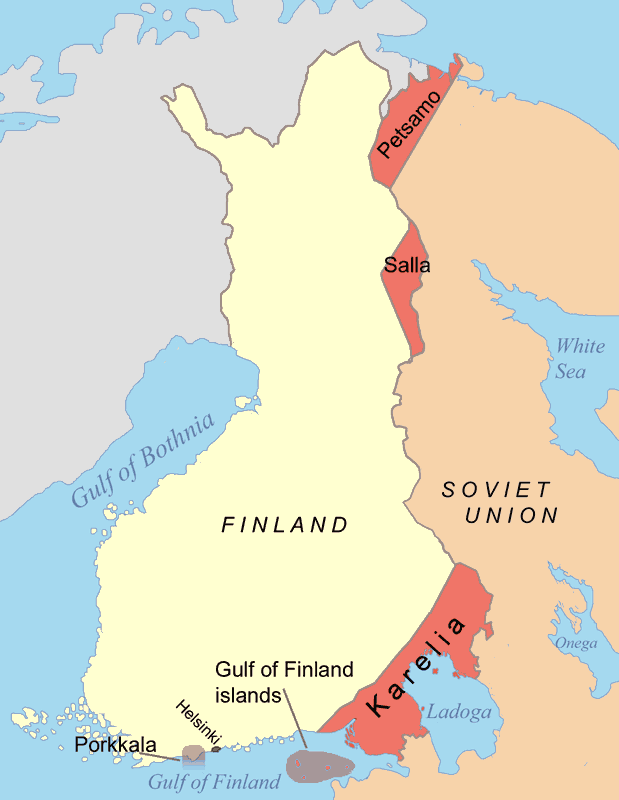
1941-1944年芬蘭對蘇的繼續戰爭結束，芬蘭向蘇投降並割讓的領土：這些紅色土地是二戰時芬蘭從蘇聯手中收回的土地，但二戰末芬蘭被蘇聯-英國所屬的同盟國擊敗，因此又將蘇芬戰爭中丟失的這些土地再度割讓

芬蘭與德國間於1940年冬天到1941年間的合作關係減弱了其它國家對芬蘭的同情，尤其是繼續戰爭中，芬蘭在納粹德國的支持下侵略蘇聯，芬蘭不僅計劃要收回失土，還想兼併東卡累利阿，東卡累利阿的居民雖然在文化上屬於芬蘭人，但宗教信仰卻與俄國同為東正教。這項侵略行動使英國於1941年12月6日向芬蘭宣戰。隨著德國在二戰中其他戰事的不利，1944年夏芬蘭單獨向蘇聯求和，最後芬蘭失去了唯一的不凍港佩察莫。
在芬蘭與蘇聯在莫斯科達成休戰協議後，蘇聯要求德軍自芬蘭境內離開，但德軍並不願離去，芬蘭於是必需對過去的同盟德國宣戰，是為拉普蘭戰爭，芬蘭軍隊最後成功將德軍自芬蘭逐出。
戰後芬蘭致力於保持其國家的獨立。相對於在蘇聯勢力下的國家，芬蘭所受的人员和財產上的損失比較小，但受到比其它納粹同盟國更嚴厲的懲罰，芬蘭必須支付一大筆賠償金，且失去的佔原國土八分之一的領土，這些土地包含工業中心兼第二大城市維堡，且必須遷徙其上佔全國八分之一的人口。
芬蘭政府並未參與對猶太人的屠殺，但其仍與納粹德國保持事實上的同盟關係直到1944年，且有8位猶太難民被轉交予德國當局。在戰爭期間，大約有八萬個芬蘭孩童被撤離，其中5%到了挪威，10%去了丹麥，剩餘的則到瑞典。大部分在1948年前回到了芬蘭，但仍有15－20%仍待在國外。
芬蘭拒絕了馬歇爾計畫的援助，但美國曾秘密的給予非共產黨的芬蘭社會民主黨金援和物質援助。與英國等西方強權的經貿往來，以及支付蘇聯的戰爭賠償，使芬蘭從一個農業國家轉變為工業國家。在清償完對蘇聯的賠償後，芬蘭仍與蘇聯保持對等的貿易往來。
芬蘭在二戰中的角色是非常特別的。它一開始受到蘇聯的侵略，並成功抵擋蘇聯軍隊的入侵，接著芬蘭又與納粹德國結盟，但又與其它軸心國不同，芬蘭從未簽訂《三國同盟條約》，在法律上仍不是軸心國的一員。在1942年的德黑蘭會議上，同盟國的領袖們同意芬蘭正在單獨發動一場對抗蘇聯的戰爭，而這並非對西方國家的敵意表現，畢竟芬蘭並未對其它同盟國進行軍事對抗。而且不同於軸心國，芬蘭在戰爭期間一直維持議會民主制度。冬季戰爭和繼續戰爭的指揮官卡爾·古斯塔夫·埃米爾·曼納海姆於1944年當選芬蘭總統。芬蘭也是與蘇聯毗鄰的歐洲國家中，唯一在戰後還能保持獨立地位的。

### 冷戰時期
在1950年，半數的芬蘭勞工受雇於農業中，且三分之一的勞工居於城鎮。新興的工業與服務業吸引人們湧入城鎮。芬蘭平均每位婦女生育子女的人數由1947年的3.5人跌落到1973年的1.5人。當戰後嬰兒潮初生的世代進入職場，芬蘭的經濟卻無法消化這大批的勞動人口，數以以十萬計的人們移民到更加工業化的瑞典，這波移民潮在1969年到1970年達到高峰，今天的瑞典就有4.7%的人說芬蘭語。)。而1952年於赫爾辛基舉辦的夏季奧運，也為芬蘭帶來大量外國遊客。
芬蘭在冷戰期間仍維持民主憲政和自由的經濟。於1947和1948年與蘇聯簽訂的條約規定了芬蘭的義務和限制，以及領土上的讓步。這兩個條約都在1991年蘇聯解體時廢除，但領土問題仍未被提及。因為與強大的蘇聯為鄰，芬蘭在對外關係上始終保持謹慎。但芬蘭也與北歐理事會的其他國家保持合作關係，並在冷戰中選擇中立的態度。
1952年，芬蘭和北歐理事會的其他國家達成協議，允許彼此的公民不需護照即可出入各國，不久這項協議又擴及在他國尋找工作及申請社會福利。許多芬蘭人利用此項協議於1950和1960年代前往瑞典尋找待遇更好的工作，造成瑞典戰後最大規模的移民。雖蘭芬蘭的工資和生活水準直到1980年代都不能與瑞典相提並論，但芬蘭經濟仍在戰後得到驚人的復甦，這是因為北歐其他福利國家的發展。
儘管芬蘭與北歐理事會諸國存在著上述協議，芬蘭卻遲至1955年才加入北歐理事會。因為北歐理事會中的丹麥、挪威、冰島皆為北約的成員國，故蘇聯視加入北歐理事會為向西方國家靠攏的表現。而芬蘭也在同年加入聯合國。1955年，蘇聯決定要將波卡拉半岛歸還芬蘭，波卡拉半島從1948年起租借予蘇聯做為軍事基地，為期50年，這個基地將會危及芬蘭的主權及中立性。
芬蘭於1961年成為歐洲自由貿易聯盟的半成員國，並於1986年成為完全的成員國。一項與歐洲經濟共同體間的貿易協定補充了與蘇聯集團間的貿易協定。於1973年－1973年間在芬蘭召開的第一次歐洲安全與合作會議促成了歐洲安全與合作組織的誕生。歐洲安全與合作組織在芬蘭被視為一個可以紓緩冷戰緊張氣氛的手段，也是烏爾霍·吉科寧總統的個人勝利。
藉著宣稱中立，芬蘭遊走於西方和蘇聯兩大集團間的灰色地帶。《1948年芬蘭－蘇聯友好合作互助協定》給予蘇聯插手芬蘭內政的機會；但不像蘇聯的其他鄰國，芬蘭仍保有資本主義制度，私有財產依舊受到保障。雖然英國、法國都成立國有化委員會，芬蘭仍避免國有化政策。直到1950年代保護主義政策的試驗失敗後，芬蘭才解除相關的限制，並於1973年與歐洲共同體簽署自由貿易協定，欲使其市場更有競爭性。芬蘭的教育市場也大幅擴充，許多芬蘭學生前往西歐或美國求學，帶回了先進的技術。芬蘭也有著普遍且務實的信用借貸與投資的合作社，儘管招來許多疑慮。芬蘭對資本主義相當支持。芬蘭人的儲蓄率世界最高，在80年代約有8%。在1970年代初，芬蘭的平均國民所得與英國、日本並肩。它經濟成就成為亞洲出口導向國家的模範。
直到1970年代芬蘭和其他北歐國家仍維持相對的低稅率、低管制和世上最高的國民所得。但接著北歐國家面臨一項重大的改變。在1970到1990年間，芬蘭的稅收和公務人員增加為兩倍。而在1970和1980年代，芬蘭貪污橫行。
1991年，芬蘭發生因經濟過熱、固定匯率制、外國及芬蘭本地市場的萎縮導致的經濟蕭條。股價和房價下跌了50%。1980年代的經濟成長乃是基於拖欠債務的代價上。國民平均所得下降了15%，失業率從原先的幾近完全就業上升到20%。工商業的拒絕改革更使危機加劇。政治人物努力縮減開銷，但公共債務仍倍增為GDP的60%。大約7-8%的GDP被用來援助快倒閉的銀行，銀行也被迫重整。在貨幣貶值之後，景氣於1993年到了谷底。
社會民主黨在這場危機中深受考驗，但牽涉其中的政治人物，除了社民黨主席烏爾夫·松德奎斯特以外，很少有人認錯，給親西方的總理埃斯科·阿霍、財政部長伊羅·維納寧等反對黨領袖機會尋找芬蘭脫困的方法。

## 現代
芬蘭的GDP高成長率是與其他經濟合作與發展組織的國家相比，最突出的一點。
直到1991年，芬蘭總統毛諾·科伊維斯托和國內三大政黨中的兩個：中間黨和社民黨反對加入歐盟，而希望只加入歐洲經濟區。但隨著1991年瑞典申請加入歐盟，蘇聯也於該年解體時，芬蘭在1992年三月轉而申請加入歐盟。這項行動招來許多討論。名義上芬蘭的三個主要政黨都支持加入歐盟，但各黨都有成員反對此事。在議會決定加入歐盟與否之前，芬蘭於1994年4月16日先舉行了一次諮詢性公投，投票者中有56.9%支持加入歐盟。1995年1月1日芬蘭與奧地利、瑞典一同加入歐盟。推動芬蘭入盟的主要是時任總理、中間偏右的埃斯科·阿霍政府。
歐盟會員國的資格使芬蘭的經濟政策必須改變。當政治人物在制定利率時，中央銀行施以通貨膨脹目標化政策直到芬蘭加入歐元區。在帕沃·利波寧於1995到2003年的總理任期內，幾個大型國營事業被全數或部分地民營化。在接任的馬蒂·萬哈寧總理任內，國家變成電信業者Elisa公司的大股東，這是為了確保具戰略意義的工業能掌握在芬蘭人手中。
除了加速融入歐盟外，芬蘭也致力於對抗俄國的勢力。芬蘭建立了能與北約相合的軍事系統。一千人(依人口比例，這個數字高於其他國家)的部隊於北約和聯合國效力。芬蘭也反對將增加對俄國能源依賴的方案。但芬蘭仍是保持最久未曾加入北約的歐洲國家。2022年5月18日，芬兰正式向北约秘书长递交了加入北约的申请书，2023年4月4日正式加入。
芬蘭的人口正在老化中，芬蘭的出生率只有每千人10.42名嬰兒，生育率也只有1.8人。年齡中位數為41.6歲，過半的選民超過50歲，芬蘭已成為世界上人口老化最嚴重的國家。如同其他國家，若無改革或引進更多移民，未來的芬蘭將面臨許多人口問題，雖然宏觀上芬蘭仍比世上大部分已開發國家來的健康。